# 布川俊樹
布川 俊樹（ぬのかわ としき、1958年7月29日 - ）は日本のギタリスト、作曲家、編曲家。東京都生まれ。
東京学芸大学教育学部附属高等学校、東京工業大学工学部社会工学科卒業。ミッキー・カーチスのバンドでプロ・デビュー。1985～87年、MALTAHit&Runに参加。1985年、自己のグループVALISを結成し、六本木ピットインを中心として活動。1991年、ファーストCD『ヴァリス（日本クラウン）』をリリース。1993年、布川俊樹モデルというシグネチャー・モデル・ギターがアリア (楽器ブランド)より発売される。2003年3月～6月、VALIS解散ツアーを行い、解散。
VALIS解散後、2004年6月、納浩一、山木秀夫とギタートリオアルバム『ブラッド・トリオ』をリリース。2007年6月、初のオルガントリオを中心とした作品『The Road To Jazz Jungle』、同年9月、ウルトラマンジャズの再演をライブレコーディングした『ウルトラマンジャズライブ』をリリース。2008年、「決定版！ジャズギターの金字塔」がリニューアルされリリース。2010年、「ジャズの壁を超える100のアイディア」（シンコーミュージック・エンタテイメント）を発売。2009年、納浩一とのコラボレーション『デュオラマ2』、10月、キャリア初ジャズスタンダードアルバム『布川俊樹スタンダードジャズプロジェクト』の2作を発表。その後、福田重男とのデュオ作品『Childhood's Dream』を発表。2011年11月、モントルー・ジャズ・フェスティバル・ジャパン・イン・かわさき2011にて、布川俊樹スペシャルバンドとして出演。
2000年4月より、洗足学園音楽大学にてジャズ・コースの講師も務めている。

## 作品リスト
CD
- ヴァリス
  - 日本クラウン、1991年3月16日、ASIN: B000064HXN
  - 日本クラウン、2002年1月23日、ASIN: B00005UD4G
- パンクラスのテーマ
  - ビデオアーツミュージック、1993年11月26日、ASIN: B00005FZT8
- The Road To Jazz Jungle
  - インディーズ・メーカー、2007年6月21日、ASIN: B000RE61FM
- スタンダード・ジャズ・プロジェクト
  - ビクターエンタテインメント、2009年10月21日、ASIN: B002MBSZUW

書籍
- ジャズギターの金字塔 スタンダード編（1）
  - リットーミュージック、1998年12月10日、ISBN 4845603284
- CD付 ジャズギターの金字塔 スタンダード 2
  - リットーミュージック、1999年12月8日、ISBN 4845604574
- CD付 ジャズギターの登竜門〜ジャズギター初心者のための12ステップバーチャルレッスン〜 [楽譜]
  - リットーミュージック、2001年12月18日、ISBN 484560731X
- ジャズの壁を超える100のアイディア
  - シンコーミュージック・エンタテイメント、2010年6月2日、ISBN 4401634330